# Nothrus pratensis
Nothrus pratensis är en kvalsterart som beskrevs av Sellnick 1928. Nothrus pratensis ingår i släktet Nothrus och familjen Nothridae. Arten är reproducerande i Sverige. Inga underarter finns listade i Catalogue of Life.